# Pierre-Michel d’Ixnard

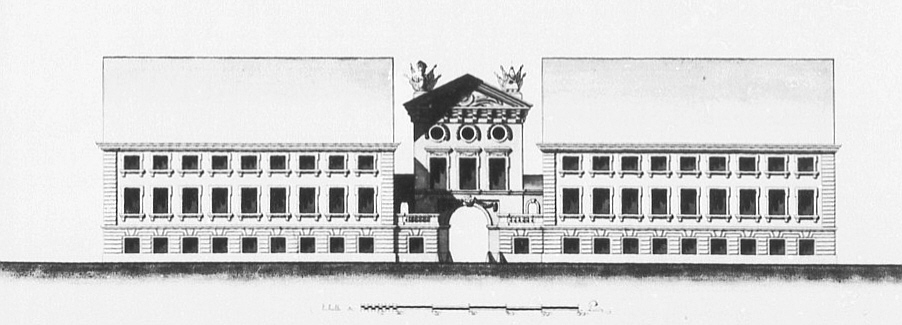
Kastély (ma városháza) Gammertingenben (1776)

Pierre-Michel d’Ixnard (Nîmes, 1723 – Strasbourg, 1795. augusztus 21.) francia építész.
Dél-Németországban működött, a korai délnémet klasszicizmus jelentős mestere volt. Főbb művei: Königseggwald, kastély (1765-66), Freiburg im Breisgau, hercegi palota (1769), Fekete-erdő, Szent Blasius-kolostor épületegyüttese. Élete végén Strasbourgban élt.

## Galéria

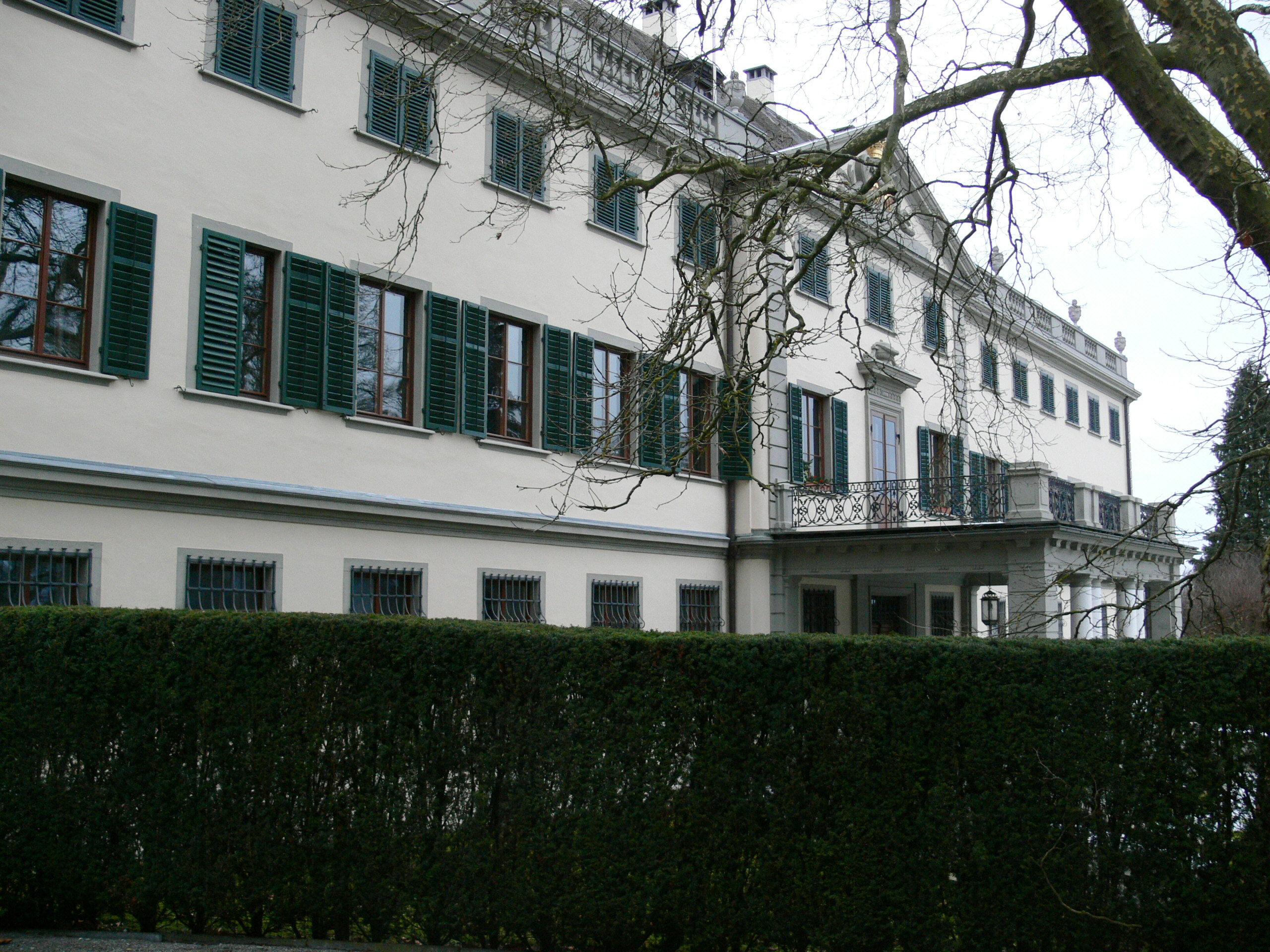
Königseggwald kastély
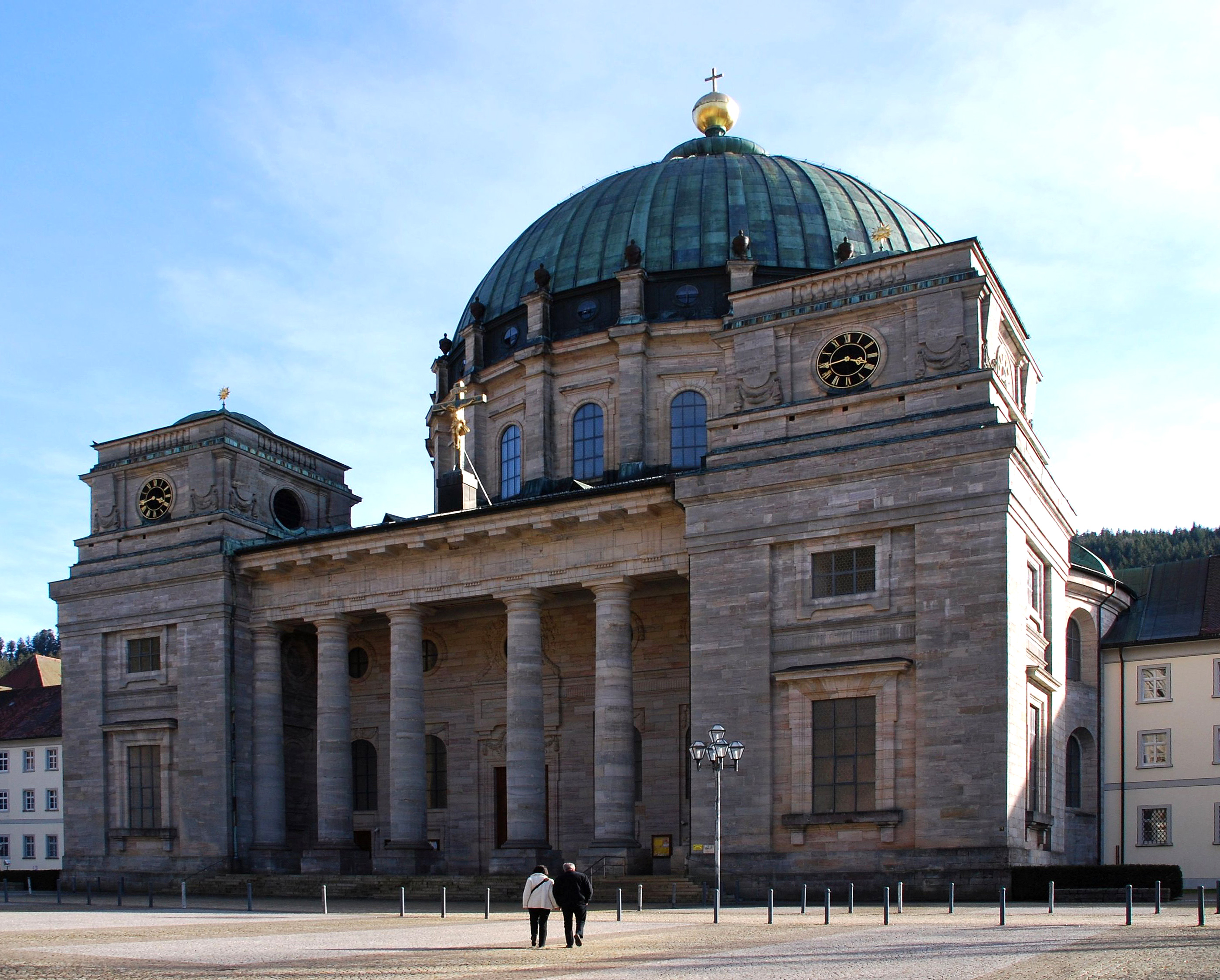
Apátsági templom, Sankt Blasien (Baden-Württemberg)
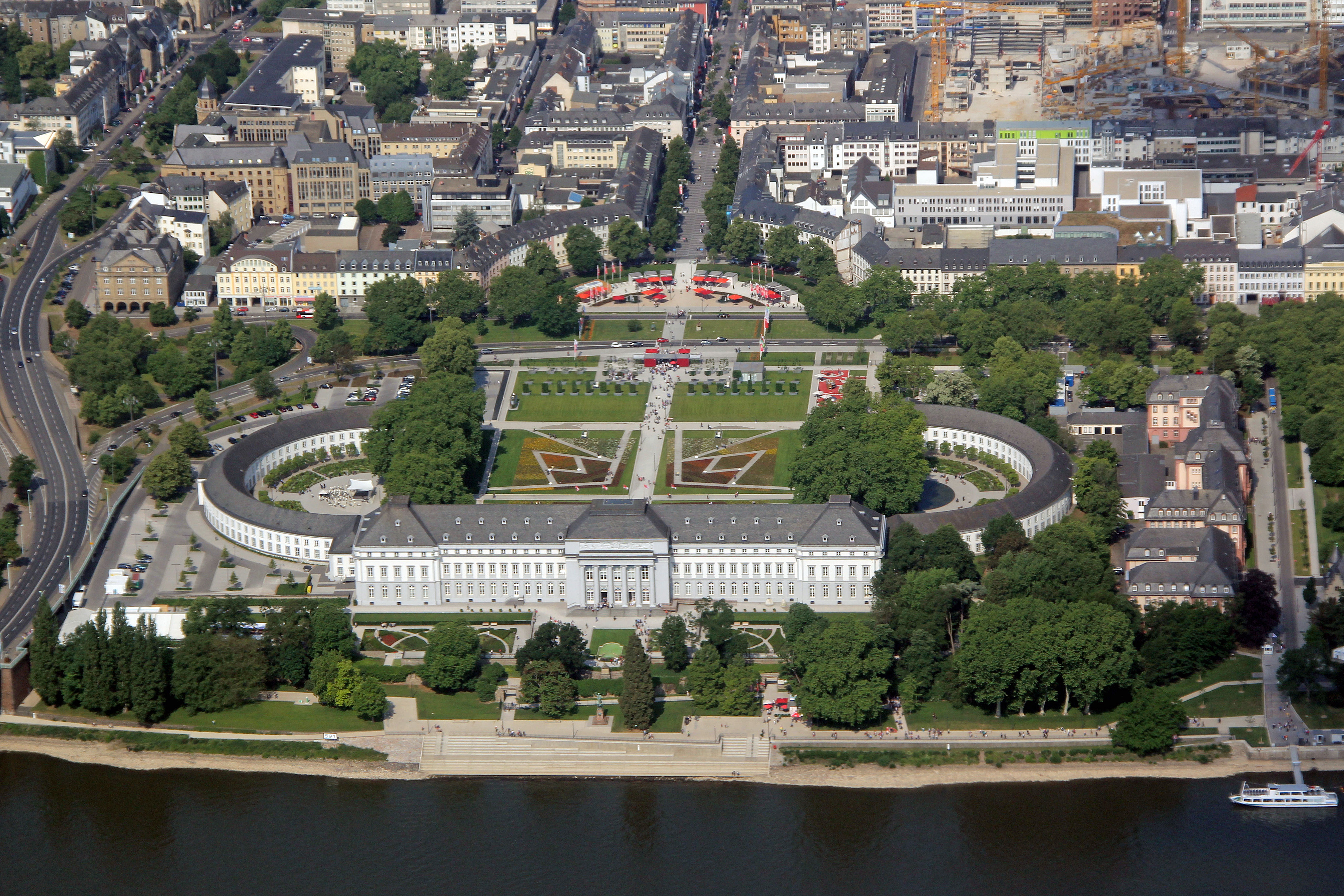
A választófejedelem kastélya, Koblenz